# Tori Polk
Tori Polk (* 21. September 1983) ist eine US-amerikanische Weitspringerin.

## Werdegang
Polk wurde bei den US-amerikanischen Meisterschaften 2013 hinter Janay DeLoach Zweite. Dabei stellte sie mit 6,75 Metern eine neue persönliche Bestleistung auf. Bei den Leichtathletik-Weltmeisterschaften 2013 in Moskau wiederholte sie diese Weite und wurde Achte.

## Doping
Ende Januar 2018 wurde vom Leichtathletik-Weltverband IAAF bekannt gegeben, dass Polk wegen Verletzung der Anti-Dopingregeln seit 15. Mai 2015 disqualifiziert ist und vom 25. April 2016 bis 24. April 2018 gesperrt wurde.